# Фотоелектрична система
Фотоелектрична система — електрична система, яка поглинає сонячну енергію за допомогою окремих сонячних елементів, принцип роботи яких побудований на основі явища внутрішнього фотоефекту в напівпровідниках.
Сонячні елементи перетворюють сонячне світло в електроенергію, яку можна використати для живлення домашніх електроприладів чи освітлення. Сконцентровані сонячні фотоелектричні системи використовують лінзи або дзеркала та систему стеження за сонцем аби сфокусувати сонячне світло у пучок. Аби працювати, сонячні елементи не потребують прямого сонячного світла, а тому навіть при захмаренному небі можна отримати певну кількість електроенергії.

## Фотоелектричні елементи
Сьогодні існує чимало альтернативних технологій, зокрема 14 типів сонячних фотоелектричних елементів: на тонкій плівці, на базі моно- та полікристалічного кремнію, а також аморфних елементів, а також чимало типів концентраторів сонячної енергії. Наразі важко сказати, яка з цих технологій буде домінувати.

## Застосування в комунальній сфері
Вже кілька років невеликі фотоелектричні системи застосовуються в комунальному електро-, газо-та водопостачанні, довівши свою економічність. У більшості своїй вони мають потужність до 1 кВт і включають в себе акумулятори для накопичення енергії. Вони виконують безліч функцій: від живлення сигнальних вогнів на опорах ліній електропередач для оповіщення літаків до контролю якості повітря. Вони продемонстрували надійність і довговічність в комунальному господарстві та готують ґрунт для майбутнього впровадження більш потужних систем.
На жаль, фотоелектричні станції поки ще не дуже динамічно входять в арсенал комунальних мереж, що можна пояснити їх особливостями. При сучасному методі підрахунку вартості енергії, сонячна електрика все ще значно дорожче, ніж продукція традиційних електростанцій. До того ж фотоелектричні системи виробляють енергію тільки в світлий час доби, і їх продуктивність залежить від погоди.
У 2020 році , в Голландії після 3-річних випробувань створили першу плаваючу фотоелектричну систему.